# Verdediging der Belgische Foorreizigers
De Verdediging der Belgische Foorreizigers (VBF), in het Frans La Défense des Forains Belges (DFB), is een Belgische belangenvereniging voor de kermissector. 

## Historiek
De organisatie werd opgericht op 23 april 1998. De eerste voorzitter was Louis Dotremont. In september 1998 verscheen de eerste editie van de De Kermis Krant.
In juli 2020 sloot de organisatie aan bij Unizo.

## Bestuur
| Periode      | Voorzitter       |
| ------------ | ---------------- |
| 1998 - 2011  | Louis Dotremont  |
| 2011 - heden | Walter Dotremont |

| Periode      | Secretaris-generaal |
| ------------ | ------------------- |
| ? - 2017     | Franck Delforge     |
| 2017 - heden | Steve Severeyns     |